# Sara Duvnjak
Sara Duvnjak (12. listopada 1989.) hrvatska je kazališna, filmska i televizijska glumica, voditeljica i novinarka.
Do sada je imala najznačajnije uloge u tinejdžerskoj seriji "Nemoj nikome reći" i u filmu Jakova Sedlara "Rekvijem za svijet". Debitirala je na kazališnim daskama u mjuziklu "Mamma Mia" u zagrebačkom kazalištu Komedija 2015. godine. Plesala je u plesnoj skupini Tihane Škrinjarić.

## Filmografija

### Televizijske uloge
- "Nemoj nikome reći" kao Brigita Vuković (2015. – 2017.)
- "Kud puklo da puklo" kao Steffanina prijateljica #1 (2016.)
- "Čista ljubav kao Asja Tabaković (2017. – 2018.)
- "Crno-bijeli svijet" kao Grozdana (2019.)
- "Drugo ime ljubavi" kao mlada Ksenija Kolar (2019.)
- "Dnevnik velikog Perice" kao voditeljica u TV studiju (2021.)

### Filmske uloge
- "Rekvijem za svijet" kao Albanka (2016.)
- "Djevojke" (kratki film) kao Sara (2016.)

## Vanjske poveznice
- Sara Duvnjak u internetskoj bazi filmova IMDb-u (engl.)